# Regió de Plzeň
La Regió de Plzeň  (txec:  Plzeňský kraj ) és una sosdivisió (kraj) de la República Txeca, a la part occidental de Bohèmia. La capital és Plzeň (alemany Pilsen).

## Ciutats de la Regió de Plzeň
Plzeň, Klatovy, Tachov, Rokycany, Domažlice, Plasy, Sušice.

### Districtes
Tradicionalment, la regió ha estat dividida en set districtes (en txec okresy) que encara ara existeixen com a unitats regionals, per bé que la major part de la tasca administrativa ha estat transferida als municipis.
- Districte de Klatovy
- Districte de Plzeň
- Plzeň-jih (Sud)
- Plzeň-sever (Nord)
- Districte de Rokycany
- Districte de Tachov